# جمشید عزیزی
جمشید عزیزی ننه‌کران (زاده ۱ دی ۱۳۷۰) شاعر؛ کارگر و زندانی سیاسی ساکن آستارا است. در فروردین ۱۴۰۲ به اتهامات «تبلیغ علیه نظام» و «اجتماع و تبانی برای ارتکاب جرم بر ضد امنیت کشور» توسط نیروهای اطلاعات سپاه در منزل شخصی خود دستگیر و به ۴ سال ۱ ماه و ۱۷ روز حبس محکوم شد. او سابقاً در اعتراضات دی ماه ۱۳۹۶ به وسیله گلوله‌های ساچمه‌ای نیروهای ضد شورش در مقابل تئاتر شهر تهران مجروح شده بود. مجموعه شعر "صورتی‌تر از..." عنوان کتابی است که از وی در سال ۱۳۹۹ به چاپ رسیده است.

## دستگیری
در تاریخ ۲۷ فروردین ۱۴۰۲ نیروهای اطلاعات سپاه قدس گیلان با یورش به منزل شخصی وی را دستگیر و به بازداشتگاه آن نهاد در رشت منتقل کردند. وی به مدت ۴۰ روز در انفرادی مورد بازجویی قرار گرفت و پس از آن با تودیع وثیقه ۱ میلیاردی موقتاً آزاد شد. بعدها توسط شعبه سوم دادگاه انقلاب رشت به ریاست مهدی راسخی به ۴ سال و ۱ ماه ۱۷ روز حبس محکوم شد که طبق قانون تعزیرات محکومیت اشد یعنی ۳ سال و ۶ ماه و ۱ روز حبس تأیید شد. این حکم در شعبه ۱۱ دادگاه تجدید نظر استان گیلان عیناً تأیید شد.

## ورود به زندان آستارا
در تاریخ ۱۸ فروردین ۱۴۰۳ ابلاغیه تسلیم متهم به دادگاه برای وثیقه‌گزار صادر شد و طی آن ابلاغیه یک ماه وقت تعیین شد تا عزیزی خود را معرفی کند. در تاریخ ۱۸ اردیبهشت۱۴۰۳ خود را به دادگاه آستارا تسلیم کرد. بلافاصله بازداشت و به زندان آستارا منتقل شد.

## انتقال به زندان لاکان
در تاریخ ۵ خرداد ۱۴۰۳ به دلایل نامعلوم به زندان مرکزی رشت (لاکان) منتقل شد.

## بیانیه در حمایت از خانم شریفه محمدی
در تاریخ ۲۸ تیر ۱۴۰۳ به همراه عیسی امیری چولاندیم که هر دو در بند میثاق زندان لاکان محبوس هستند در بیانیه‌ای حکم اعدام خانم شریفه محمدی را محکوم کردند.

## پیوستن به کارزار «سه‌شنبه‌های نه به اعدام»
در تاریخ ۱۴ مرداد ۱۴۰۳ به همراه هم‌بندی‌هایش در زندان لاکان به کارزار «سه‌شنبه‌های نه به اعدام» پیوست.

## حمایت از منوچهر فلاح و پیوستن به اعتصاب غذا
در تاریخ ۲۱ مرداد ۱۴۰۳ به همراه چهار تن از هم‌بندی‌هایش در حمایت از هم‌بندی‌شان منوچهر فلاح که از تاریخ ۱ مرداد ۱۴۰۳ در اعتصاب غذا (به جهت بلاتکلیفی) قرار داشت بیانیه‌ای صادر و به اعتصاب غذا پیوستند.

## رد درخواست پابند الکترونیک به دلیل پیوستن به اعتصاب
شعبه ۱۱ دادگاه تجدیدنظر در ابلاغیه‌ای با درخواست پابندالکترونیکی وی به دلیل پیوستن به اعتصاب در حمایت از منوچهر فلاح مخالفت کرد.

## بیانیه در حمایت از آهو دریایی
در تاریخ ۲۱ آبان ۱۴۰۳  او یکی از امضاکنندگان بیانیه ۲۲۲ نفر از کنش‌گران مدنی و زندانیان سیاسی سابق بود که در حمایت از آزادی‌های فردی «بستری کردن اجباری» آهو دریایی در بیمارستان روانپزشکی را اقدامی آشکار در جهت «خاموش کردن صدای اعتراض» و «نقض آشکار حقوق بشر» دانسته و «اقدامات سرکوبگرانه» و «خشونت‌آمیز» علیه وی را محکوم کرده و خواهان آزادی فوری و بی قیدوشرط او شدند.

## بیانیه محکومیت اصل حکم اعدام و تایید احکام سه زندانی سیاسی
در تاریخ ۲۲ دی ۱۴۰۳ او یکی از امضاکنندگان بیانیه ۶۸ نفر از زندانیان سیاسی زندان‌های اوین٬ قزلحصار٬ لاکان و تهران بزرگ بود که خواهان «لغو کلی مجازات غیرانسانی و ارتجاعی اعدام» شده و احکام صادره برای زندانیان سیاسی: پخشان عزیزی٬ بهروز احسانی و مهدی حسنی را محکوم کردند.

## محکومیت صدور حکم اعدام برای منوچهر فلاح
در تاریخ ۱۵ بهمن ۱۴۰۳، او با حضور در مقابل زندان لاکان، محل تحمل حبس منوچهر فلاح، با نواختن آهنگ انقلابی «بلا چاو» با سازدهنی به صدور حکم اعدام برای او اعتراض کرده و فیلم و متنی از این حرکت را در کانال تلگرامی خود منتشر کرد. این حرکت اعتراضی در رسانه‌های مختلف بازتاب پیدا کرد. 

متن منتشر شده:
"منوچهر فلاح را از خودم بهتر می‌شناسم. کارگری با دستانی مهربان و چهره‌ای خندان، که در بند میثاق، مادرانه هوای زندانیان را دارد. قبلا در یک فایل صوتی از او گفتم و درخواست عفوش را داشتم، اما گویا ماشین اعدام، برای سرپوش گذاشتن بر ناتوانی خود در اداره کشور، می‌خواهد با صدور احکام سنگین علیه زندانیان سیاسی، وحشت بیافریند.
منوچهر فلاح بی‌گناه است. او صدای اعتراض ماست. ما به نابرابری و فقر، به اعدام و نداشتن آزادی عادت کرده‌ایم. اما منوچهر می‌خواهد ما بیدار شویم. اویی که روی مچش تتو کرده: ایران بیدارم آرزوست...
منوچهر عزیز، من نوازنده نیستم، اما برای تو نواختم، برای تو که معنای مقاومت هستی..."